# 만나미 나오
만나미 나오(일본어: 万波奈穂, まんなみ なお, 1985년 9월 10일 ~ )은 일본의 여류 바둑 기사로 일본기원 소속이다. 친언니는 여류기사 만나미 카나 4단이다.

## 생애 및 입문
1985년 9월 10일 효고현에서 태어났으며 나중에 도쿄도 세타가야구로 이주했다. 그녀의 친언니는 만나미 카나 4단으로 나이 차이는 2살 차이이다.
그녀는 5살 시절에 바둑에 입문했고 8살 시절에 오에다 유스케(大枝雄介)의 문하생으로 들어갔다. 하지만 1997년 소년 소녀 바둑 대회에서 준우승을 차지한 이후에 일본기원 원생이 되었지만 여러 차례 프로 시험에 합격하지 못했다가 2006년 일본기원 여류 채용 시험에서 예선부터 본선까지 싹쓸이하며 재입단했다.

## 입상 및 승단
- 1996년 응창기컵 세계 청소년 선수권 주니어 부문 4위
- 1997년 제18회 일본소년소녀바둑대회 초등부 준우승(당시 우승: 이야마 유타)
- 2006년 재입단(初段)
- 2008년 상금 랭킹에 따른 승단규정에 의하여 2단(二段)으로 승단.
- 2010년 제13기 일본 여류기성전 본선진출
- 2011년 제23기 일본 여류명인전 리그진출
- 2012년 제24기 일본 여류명인전 리그진출(2회연속)
- 2013년 3단(三段) 승단
- 2018년 7월 15일 제3회 선흥배 여류 바둑 최강전 우승(상대 뉴 에이코) 첫 우승, 4단(四段) 승단